# Phasicnecus giganteus
Phasicnecus giganteus är en fjärilsart som beskrevs av Rothschild 1917. Phasicnecus giganteus ingår i släktet Phasicnecus och familjen Eupterotidae. Inga underarter finns listade i Catalogue of Life.